# Theater Aachen
Theater Aachen, oorspronkelijk Stadttheater Aachen, is een theatergebouw in het centrum van de Duitse stad Aken. Het gebouw kwam tussen 1822 en 1825 tot stand naar een ontwerp van Johann Peter Cremer in samenwerking met Karl Friedrich Schinkel. Hoewel het gebouw in de twee eeuwen daarna sterk is gewijzigd, geldt het als een voorbeeld van neoclassicistische architectuur.
Theater Aachen is het belangrijkste theater van Aken en biedt onder andere toneel, opera, musical en (kamer)muziek. Het is tevens de thuisbasis van het Sinfonieorchester Aachen, hoewel dat orkest meestal in het Eurogress Aachen concerteert.

## Geschiedenis
Het Stadttheater Aachen is de opvolger van het Altes Komödienhaus aan de Katschhof, het eerste openbare theater in Aken, gebouwd in 1748-1751 door de Akense barokarchitect Johann Joseph Couven. In 1802 besloot het stadsbestuur van het sinds 1794 door de Fransen bezette Aken dat het bestaande theater aan de Katschhof niet meer voldeed en ingrijpend verbouwd, dan wel vervangen diende te worden. De Franse architect Jacques Cellerier (1742–1814) maakte een ontwerp voor de renovatie en uitbreiding van het oude theater, maar door geldgebrek konden die plannen niet worden gerealiseerd.
Nadat de Fransen zich hadden teruggetrokken en Aken in 1815 door Pruisen was ingenomen, kwam de theaterkwestie opnieuw ter discussie. In 1816 bezocht de toen al beroemde Karl Friedrich Schinkel Aken. Toen men hem het ontwerp van Cellerier voor de verbouwing van het Altes Komödienhaus voorlegde, stemde Schinkel daarmee in. De situatie wijzigde nadat de Pruisische koning Frederik Willem III de grond van het voormalige Kapucijnenklooster aan de Kapuzinergraben ter beschikking stelde. De gemeenteraad van Aken besloot daarop een nieuw theater op die plaats te bouwen. Dat paste ook in de omvangrijke stedenbouwkundige plannen van Adam Franz Friedrich Leydel voor het stadscentrum van Aken. Ook hoopte men dat door het nieuwe theater het kuurtoerisme, dat al een economische factor van betekenis vormde, nog meer zou toenemen. De nieuw aan te leggen Theaterstraße zou de elegante verbindingsstraat worden tussen de badinrichtingen van Aken en die van de voorstad Burtscheid.
Op 13 juli 1817 kreeg de jonge architect Johann Peter Cremer de opdracht een nieuw ontwerp te maken. Het ontwerp van Cremer werd in 1821 aangepast door Karl Friedrich Schinkel, die destijds werkzaam was bij de Oberbaudeputation in Berlijn, een overheidsinstantie voor het bouwtoezicht. Schinkel verbreedde de door Cremer ontworpen portico tot de volle breedte van het gebouw en vermeerderde het aantal zuilen van zes naar acht. De eerstesteenlegging vond plaats op 16 november 1822 bij gelegenheid van het 25-jarig troonjubileum van koning Frederik Willem III. De bouwwerkzaamheden werden uitgevoerd door de Akense bouwmeester Andreas Hansen. Voor de fundering werd het puin van een aantal afgebroken stadstorens gebruikt. De kunstenaar Ludwig Pose uit Düsseldorf was verantwoordelijk voor de decoratieve schilderingen in het interieur. Zijn werk werd in 1825 voortgezet door Jean Nicolas Ponsart. De bouw vond ongeveer gelijktijdig plaats met die van de Elisenbrunnen (1824-1827) door dezelfde architecten. Het nieuwe Stadttheater Aachen werd op 15 mei 1825 geopend met de opera Jessonda van Louis Spohr. Een week later was Beethovens negende symfonie te horen, voor het eerst sinds de première in Wenen. De symfonie werd uitgevoerd door 422 zangers en muzikanten; enkele moeilijke passages werden echter weggelaten.

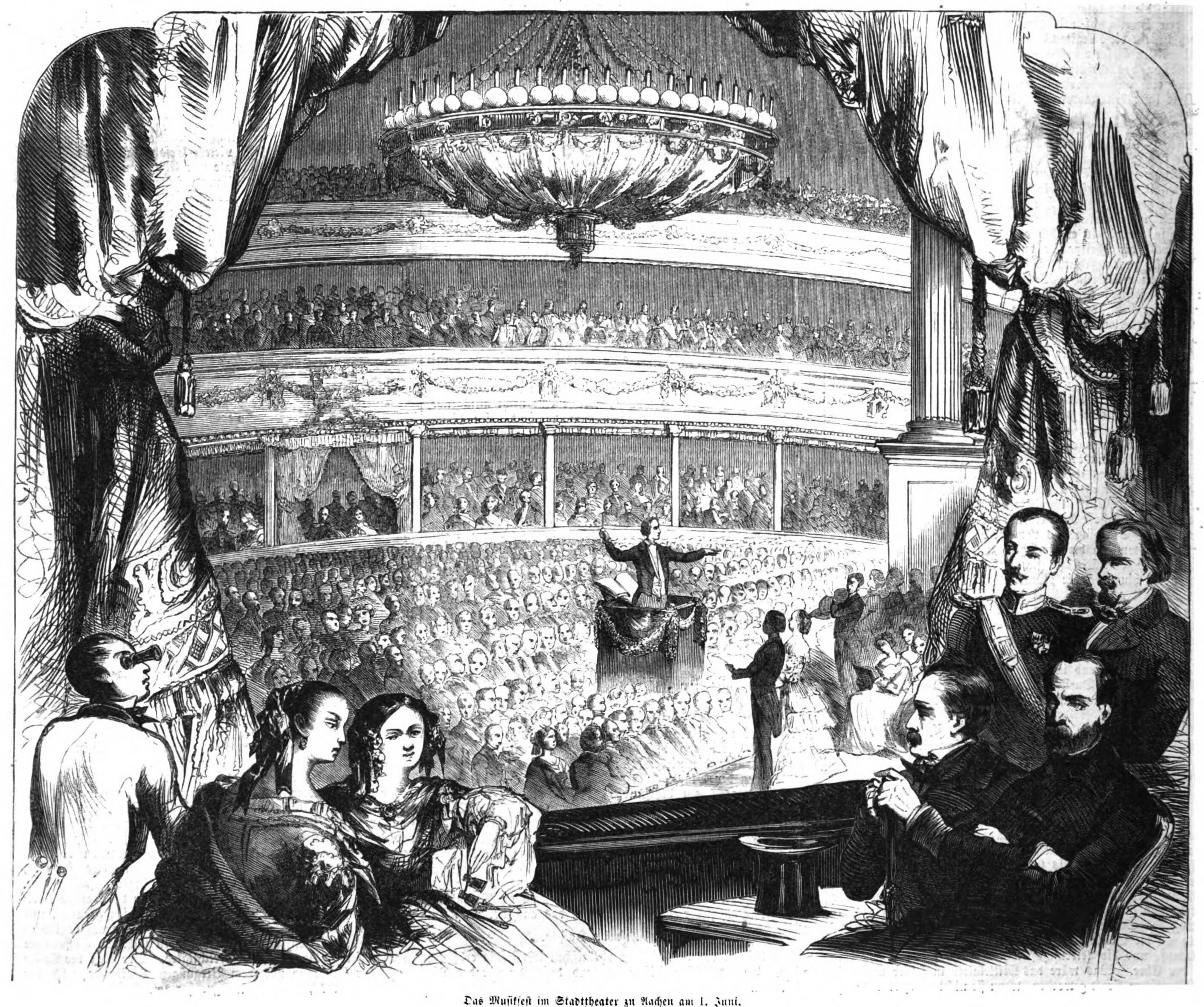
Musikfest Aachen, 1 juni 1857

Voor de muzikale uitvoeringen in het Stadttheater had men aanvankelijk de beschikking over een in 1804 geformeerd harmoniekorps. In 1852 werd het Stedelijk Orkest opgericht onder leiding van Karl von Turanyi. Dit orkest was tevens betrokken bij allerlei muziekevenementen in Aken, zoals de openbare kuurconcerten in het Altes Kurhaus en in de Elisengarten. Pas in 1920 werd het orkest officieel verbonden aan het Stadttheater Aachen. De muzikale leiding was toen in handen van Peter Raabe, die tevens artistiek directeur werd van de afdeling muziektheater (opera). Vanaf 1920 werd tevens een artistiek directeur voor de afdeling toneel benoemd; voor die tijd waren die functies gecombineerd.
In de jaren 1900-1901 werden onder leiding van architect Heinrich Seeling ingrijpende bouwkundige veranderingen doorgevoerd. Naast het vergroten van het podium, het verbouwen van de kleedkamers en het opnieuw inrichten van het auditorium, werd ook de hoofdfaçade aanzienlijk gewijzigd door het toevoegen van een volume met twee hoektorens direct achter het fronton. Daarmee werd volgens kenners de architecturale integriteit van het gebouw aangetast. Op het plein voor het theater werd een ruiterstandbeeld van keizer Wilhelm I opgericht.
Tijdens de Tweede Wereldoorlog werd het gebouw op 14 juli 1943 grotendeels verwoest. Alleen de façade stond nog overeind. De voorstellingen vonden vervolgens plaats in het auditorium van de RWTH Aachen, totdat ook dit een jaar later werd verwoest. Enkele maanden na het einde van de oorlog werden de eerste voorstellingen gegeven op tijdelijke locaties, waaronder de stadsbibliotheek van Aken. Het herstel van het theater in de jaren daarna werd onder meer financieel ondersteund door een benefietconcert van de Wiener Symphoniker onder leiding van Herbert von Karajan in het Akense Eden-Palast. Op 23 december 1951 vond de feestelijke heropening plaats met een opvoering van Wagners Die Meistersinger von Nürnberg onder de muzikale leiding van de Bayreuther dirigent Karl Elmendorff. De daaropvolgende uitvoeringen van Die Meistersinger vonden plaats onder leiding van Paul Pella, de voormalige muziekdirecteur van het Akense theater, die in 1933 vanwege zijn Joodse afkomst was geëmigreerd.
In de decennia daarna werd het theater voortdurend uitgebreid en gemoderniseerd, zowel technisch als artistiek. Onder algemeen directeur Elmar Ottenthal werd het Stadttheater Aachen in de jaren tachtig omgedoopt tot Theater Aachen, vanwege de toenemende bovenregionale uitstraling. Vanaf de jaren negentig werd het theater meermaals bedreigd met (gedeeltelijke) sluiting of fusie vanwege de krappe overheidsfinanciën. Dat dit niet is gebeurd, is grotendeels te danken aan de algemeen directeur Michael Schmitz-Aufterbeck en de chef-dirigent Marcus Bosch, die erin slaagden het artistieke niveau hoog te houden en het aantal toeschouwers te laten toenemen.

### Lijst van chef-dirigenten
De functie van artistiek leider werd tot 1920 vervuld door een door de stad aangestelde theaterdirecteur. In 1920 werd de functie gesplitst in die van Intendant/Generalintendant en Generalmusikdirektor. Die laatste is zowel chef-dirigent van het Sinfonieorchester Aachen als algemeen muzikaal leider van het theater (met name bij concerten, opera- en musicalproducties). Onderstaand de lijst van chef-dirigenten en Generalmusikdirektoren.
- 1920–1935 Peter Raabe
- 1935–1942 Herbert von Karajan[5]
- 1942–1944 Paul van Kempen
- 1946–1953 Felix Raabe
- 1953–1958 Wolfgang Sawallisch
- 1958–1962 Hans Walter Kämpfel
- 1962–1974 Wolfgang Trommer
- 1974–1983 Gabriel Chmura
- 1983–1984 Jean-François Monnard (algehele muzikale leiding)
- 1984–1990 Yoram David
- 1990–1992 Bruce Ferden
- 1992–1993 Stefan Lano (algehele muzikale leiding)
- 1993–1996 Yukio Kitahara
- 1996–1997 Elio Boncompagni (algehele muzikale leiding)
- 1997–2002 Elio Boncompagni
- 2002–2012 Marcus Bosch
- 2012–2017 Kazem Abdullah
- 2017–2018 Justus Thorau (interim)
- vanaf 1 augustus 2018 Christopher Ward

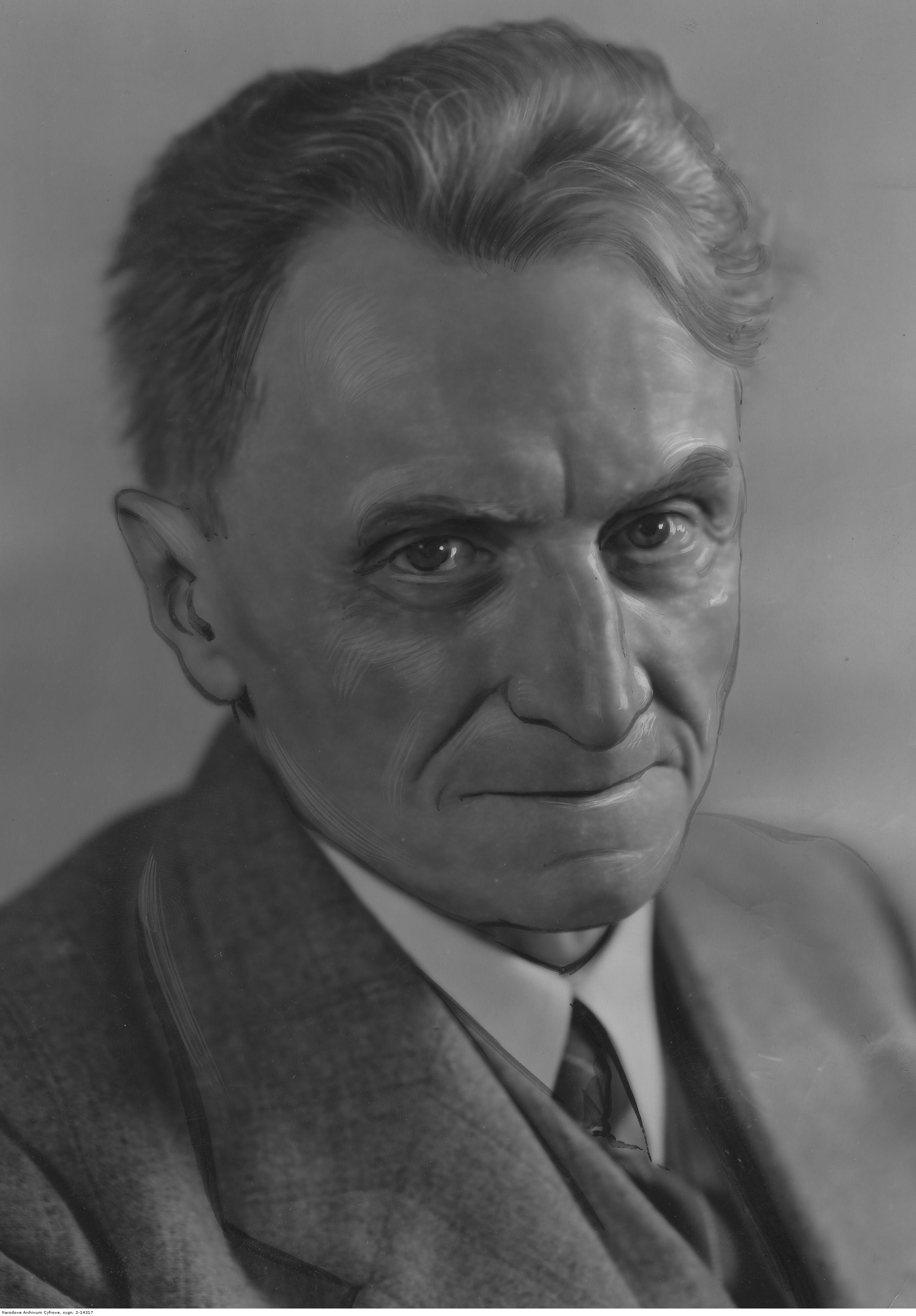
P. Raabe
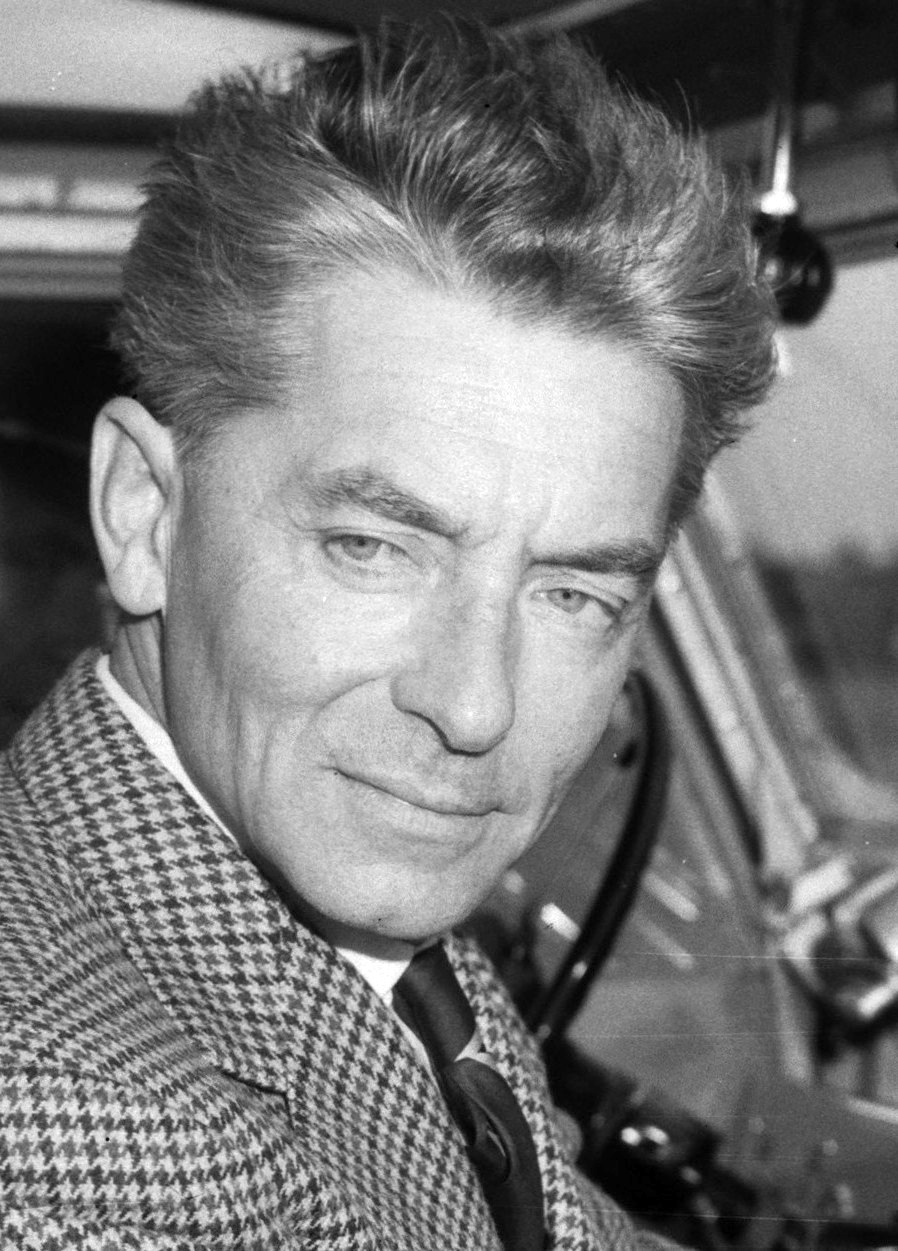
H. von Karajan
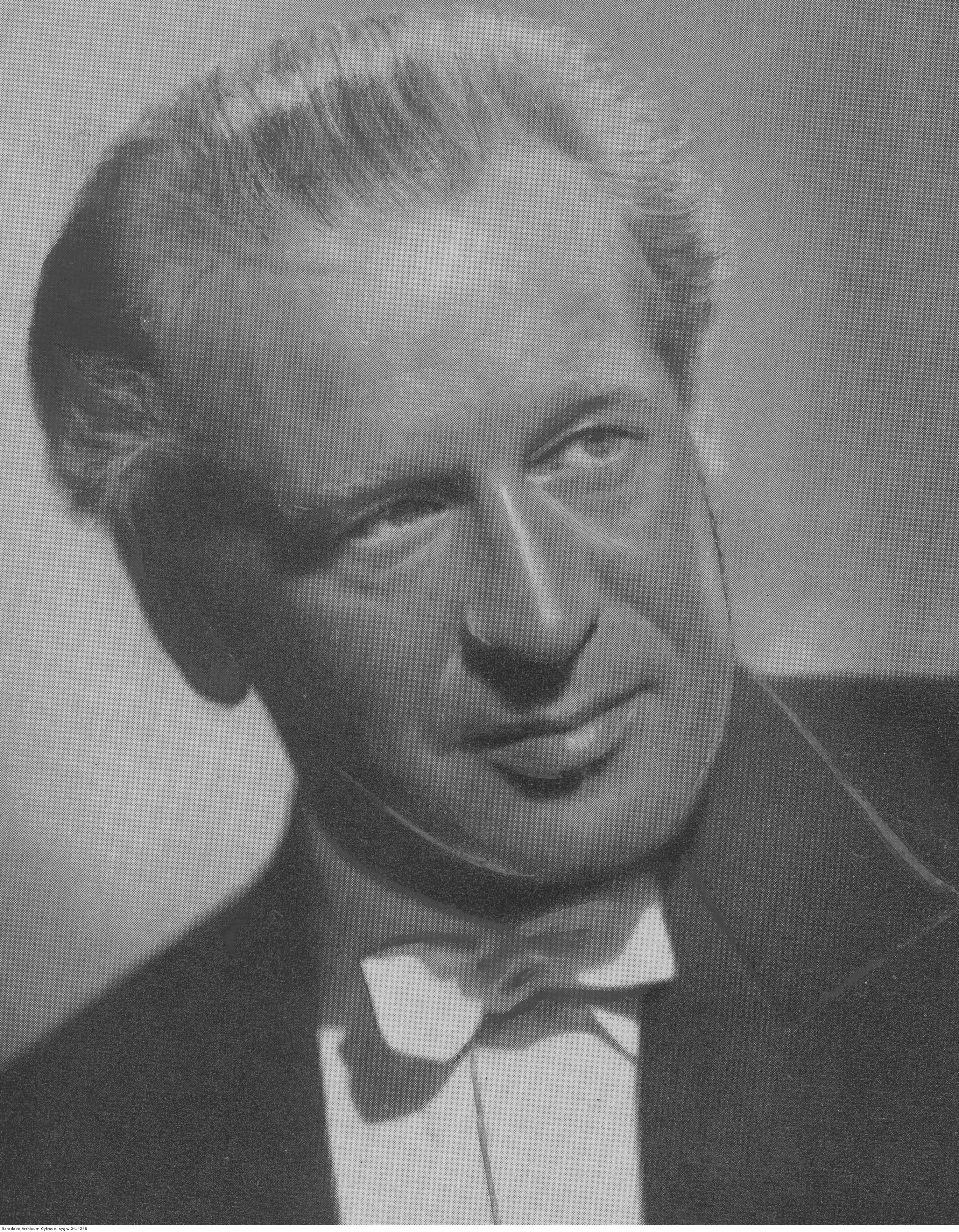
P. van Kempen
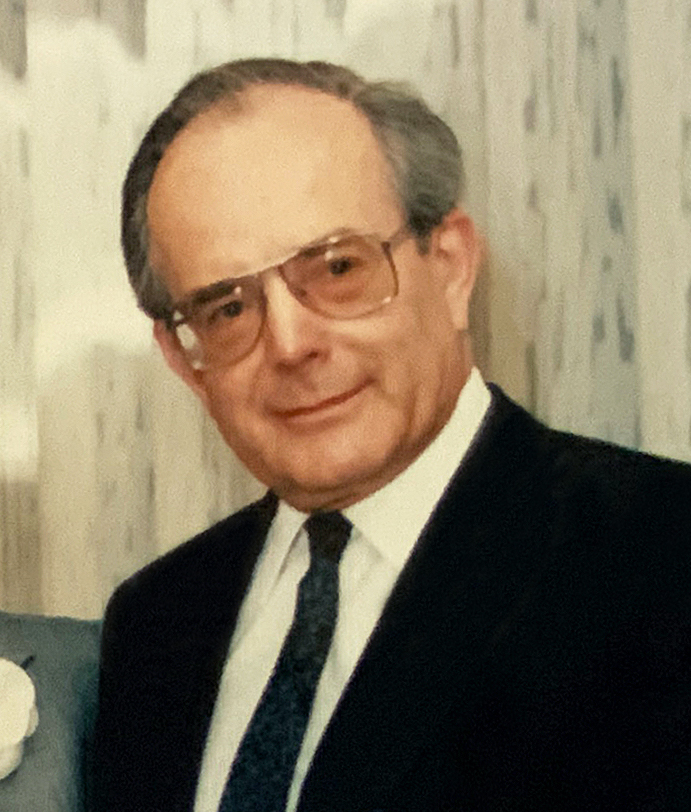
W. Sawallisch
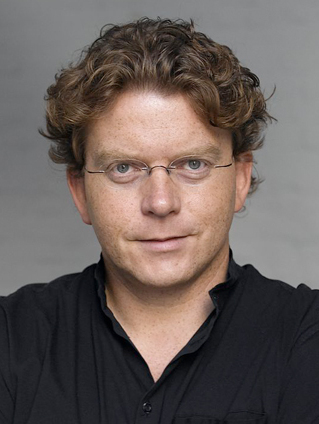
M. Bosch
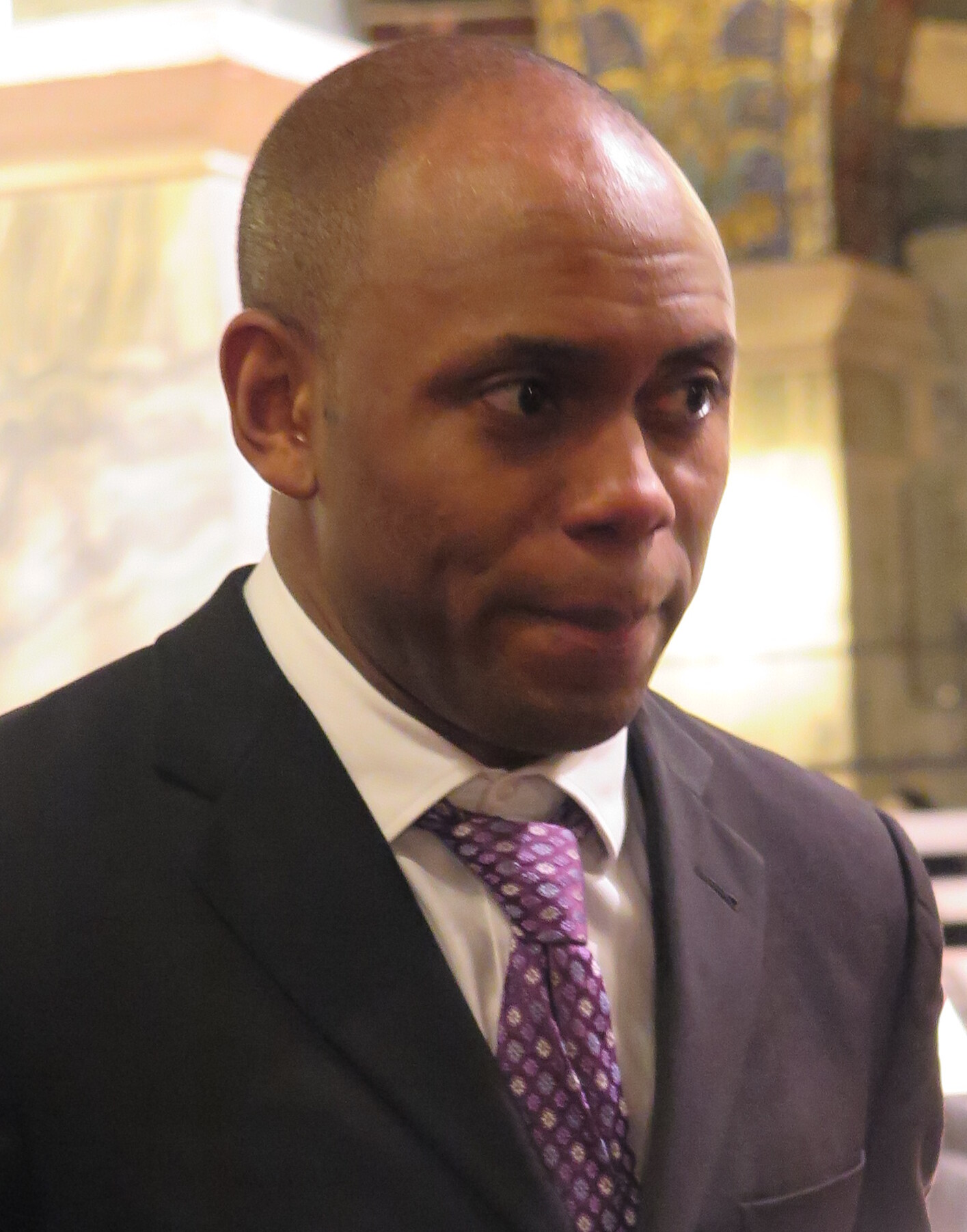
K. Abdullah
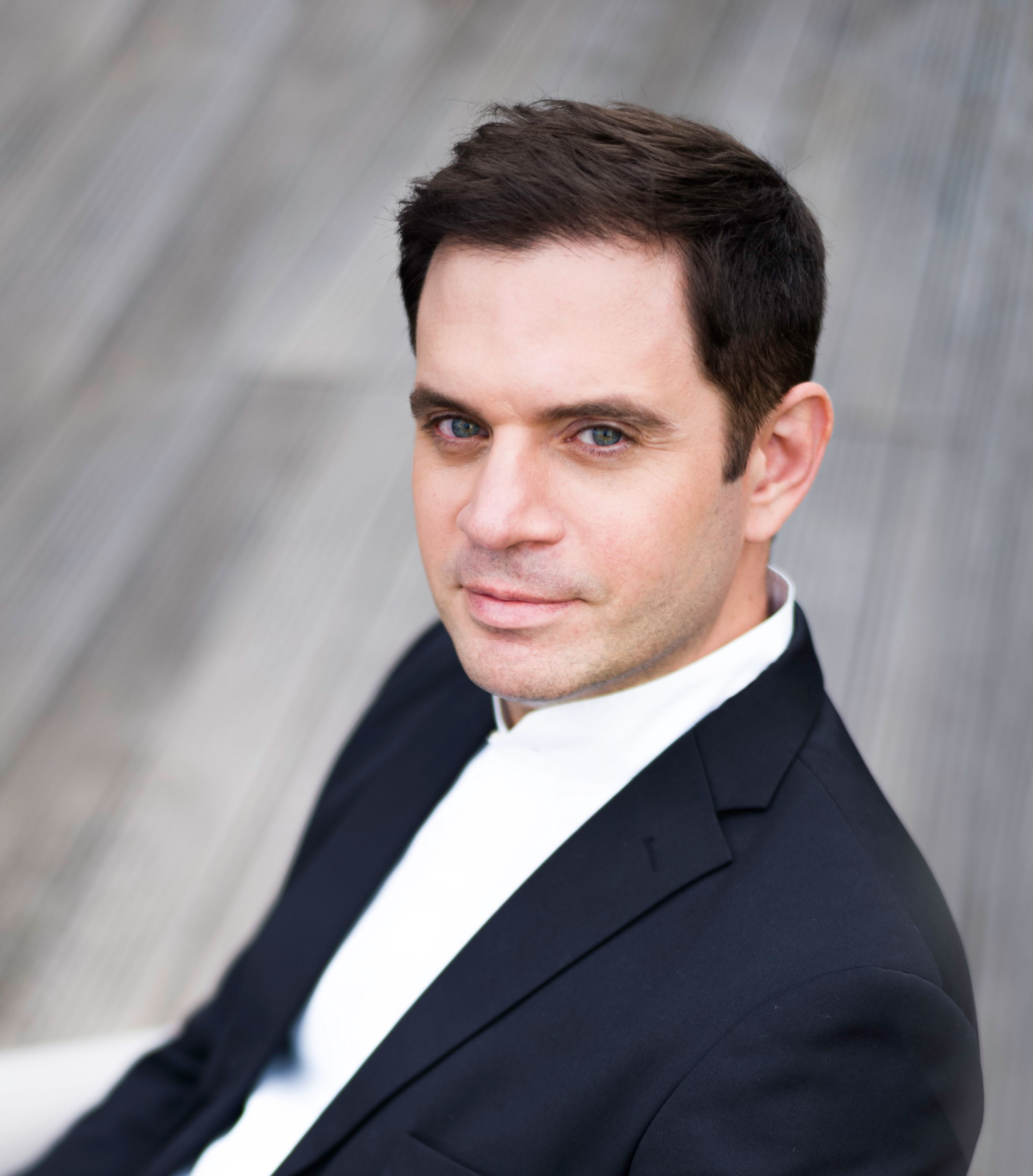
Ch. Ward

## Architectuur
Het Theater Aachen is door de architecten Johann Peter Cremer en Karl Friedrich Schinkel vormgegeven als een vrijstaande Oud-Griekse "tempel van de muzen", met een prostylon aan de voorzijde en een afgeplatte apsis aan de achterzijde. Vijf treden leiden naar het prostylon bestaande uit acht zuilen die een groot fronton dragen. De gecanneleerde Ionische zuilen zijn van Akense blauwe hardsteen. 
Het ontwerp van het 245 cm brede en 102 cm hoge fronton met gebeeldhouwde allegorische figuren van zachte mergelsteen gaat terug op een idee van Schinkel, dat door de Vlaamse kunstenaar Jean-Baptiste Bastiné werd uitgetekend en door de Keulse beeldhouwer Wilhelm Joseph Imhoff werd uitgevoerd. In het midden is een staande vrouwelijke genius met vleugels afgebeeld, links geflankeerd door de muze Melpomene als symbool van de tragedie en rechts door de muze Thalia als symbool van de komedie. Beide muzen ontvangen van de genius een lauwerkrans. Onder het fronton staat in vergulde letters het Latijnse opschrift MUSAGETÆ HELICONIADUMQUE CHORO ("Aan de dirigent en het koor van de Heliconiaden"). Volgens dit opschrift is het gebouw gewijd aan Apollo (leider van de muzen) en aan het koor van de muzen (bewoners van de berg Helikon).
In de achterbouw van het theater zijn de organisatorische, artistieke en technische afdelingen ondergebracht, zoals de administratie, de kleedkamers, de artiestenfoyer, de kostuumontwerpafdeling en het depot voor de decors. Dit gedeelte is na de oorlog geheel herbouwd volgens de plannen van Cremer en Seeling, echter zonder de aanpassingen van Schinkel. Dit deel kreeg nu ook een fronton, versierd met twee zeemeerminnen. De Romeinse cijfers MDCCCCL (1950) onder het fronton verwijzen naar de voltooiing van de wederopbouw. Aan de voorkant werden de controversiële hoektorens uit 1901 verlaagd tot het niveau van het middenblok. Op het plein staat sinds 1962 een bronzen beeld van een paard, Der fröhliche Hengst van Gerhard Marcks.
Het oorspronkelijk drielaagse auditorium kreeg bij de naoorlogse herbouw nog maar twee lagen: parterre en balkon. In het interieur bevinden zich bronzen bustes van Wolfgang Amadeus Mozart, Ludwig van Beethoven, Johann Wolfgang von Goethe en Friedrich Schiller.

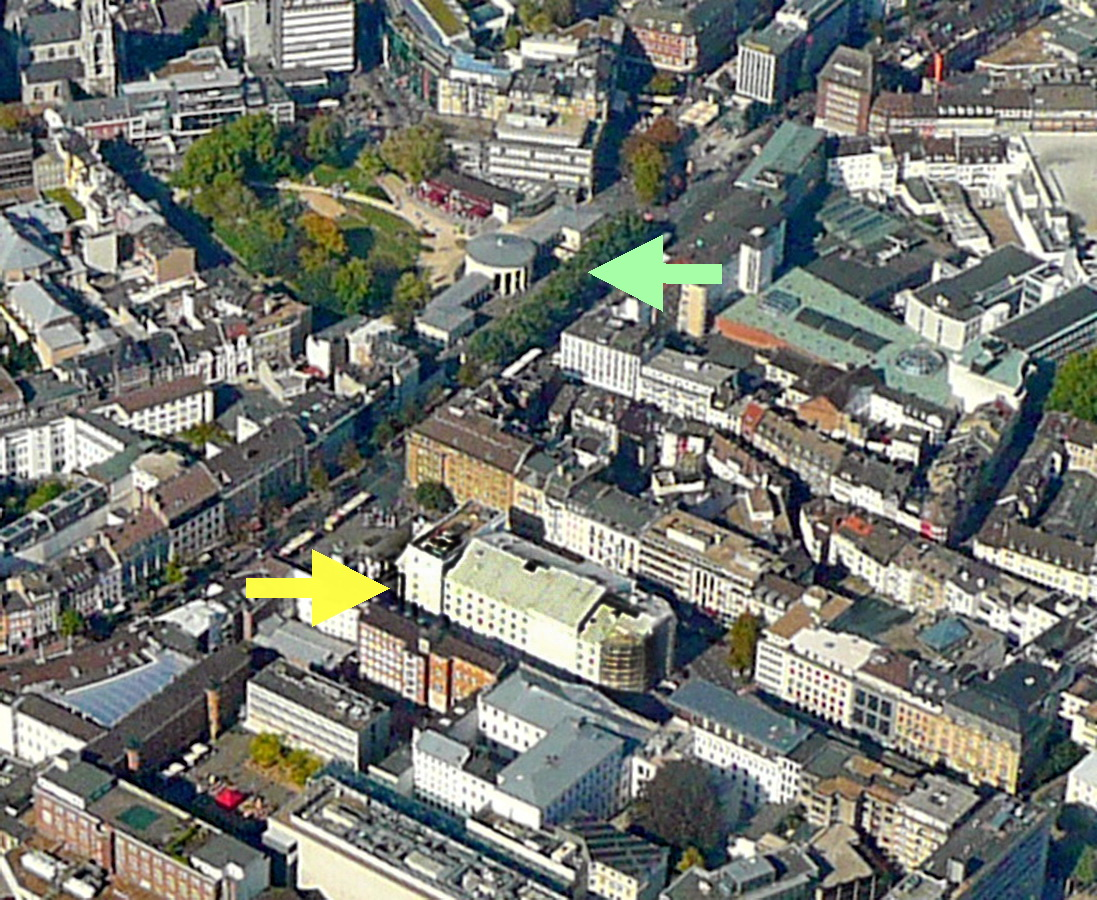
Luchtfoto Elisenbrunnen (groene pijl) en Theater Aachen (gele pijl)
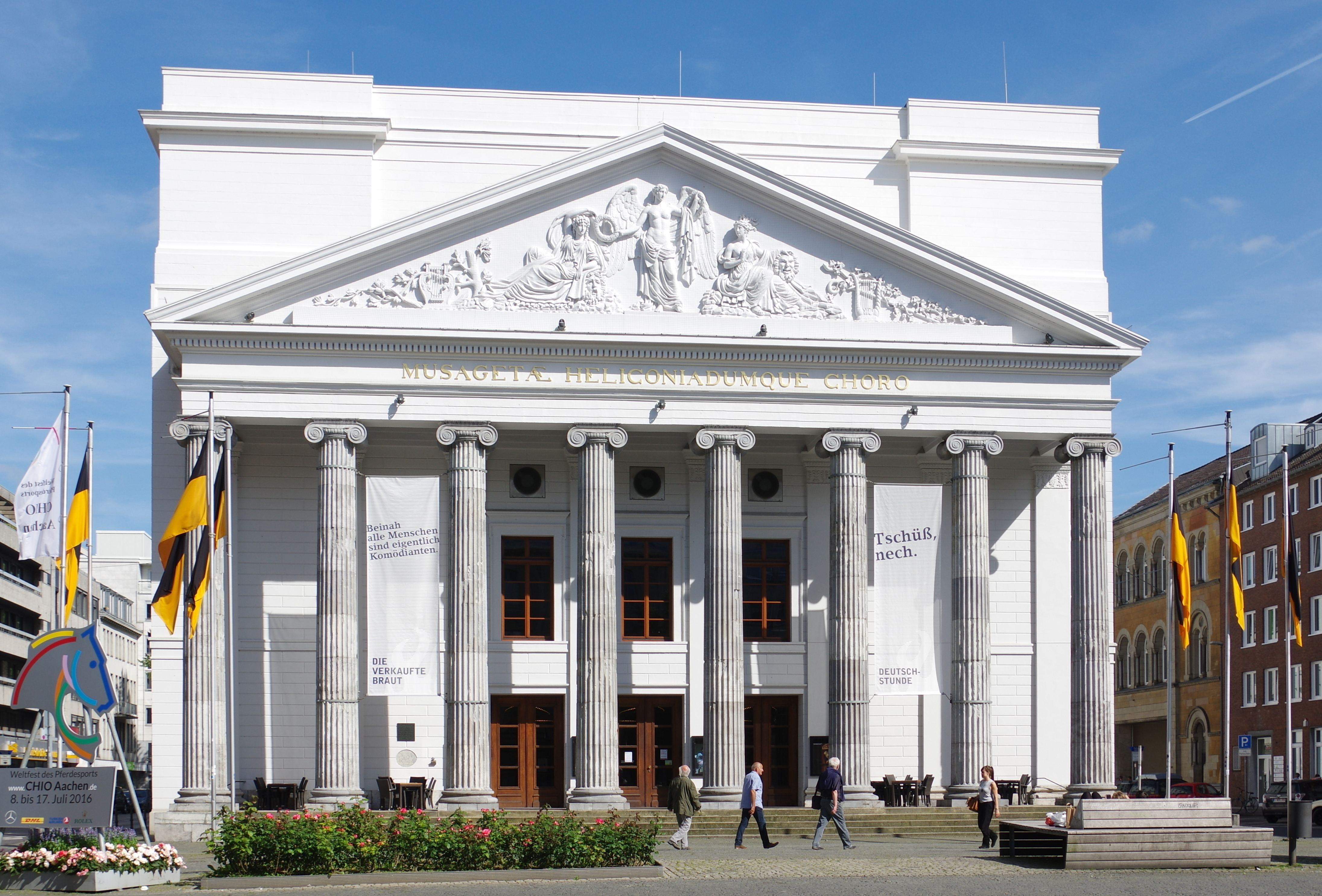
Noordwestfaçade
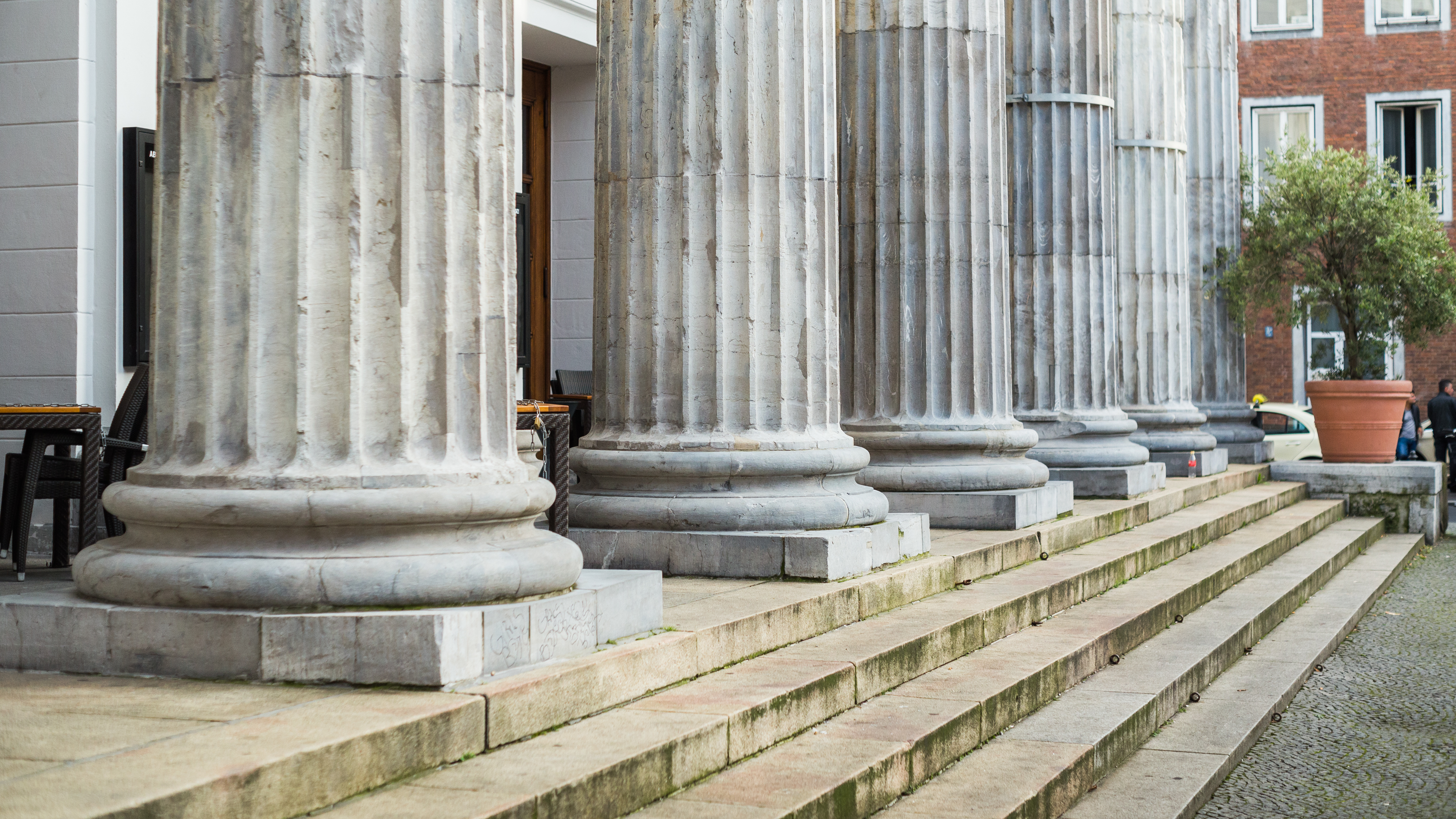
Detail zuilencolonnade
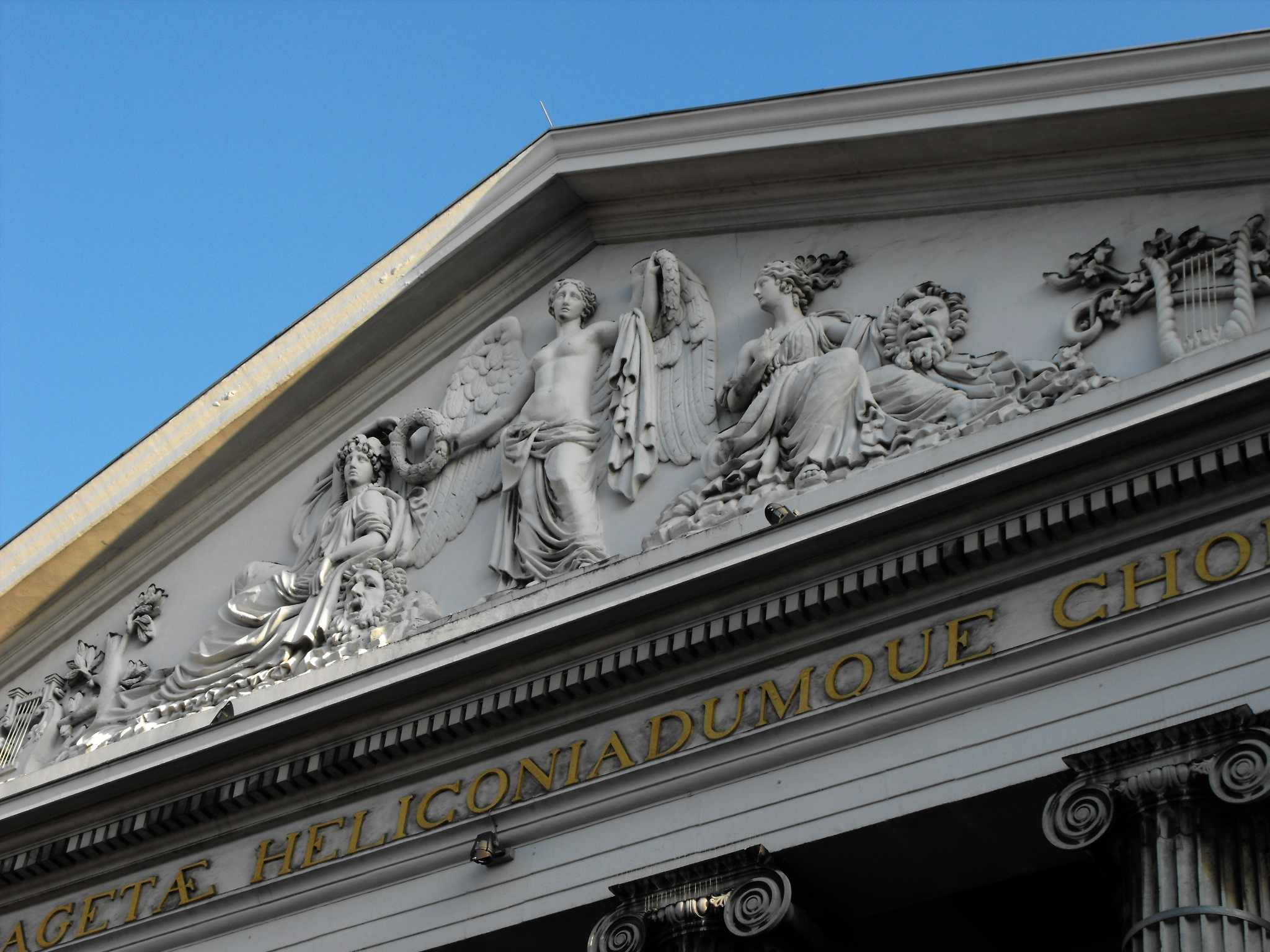
Detail fronton
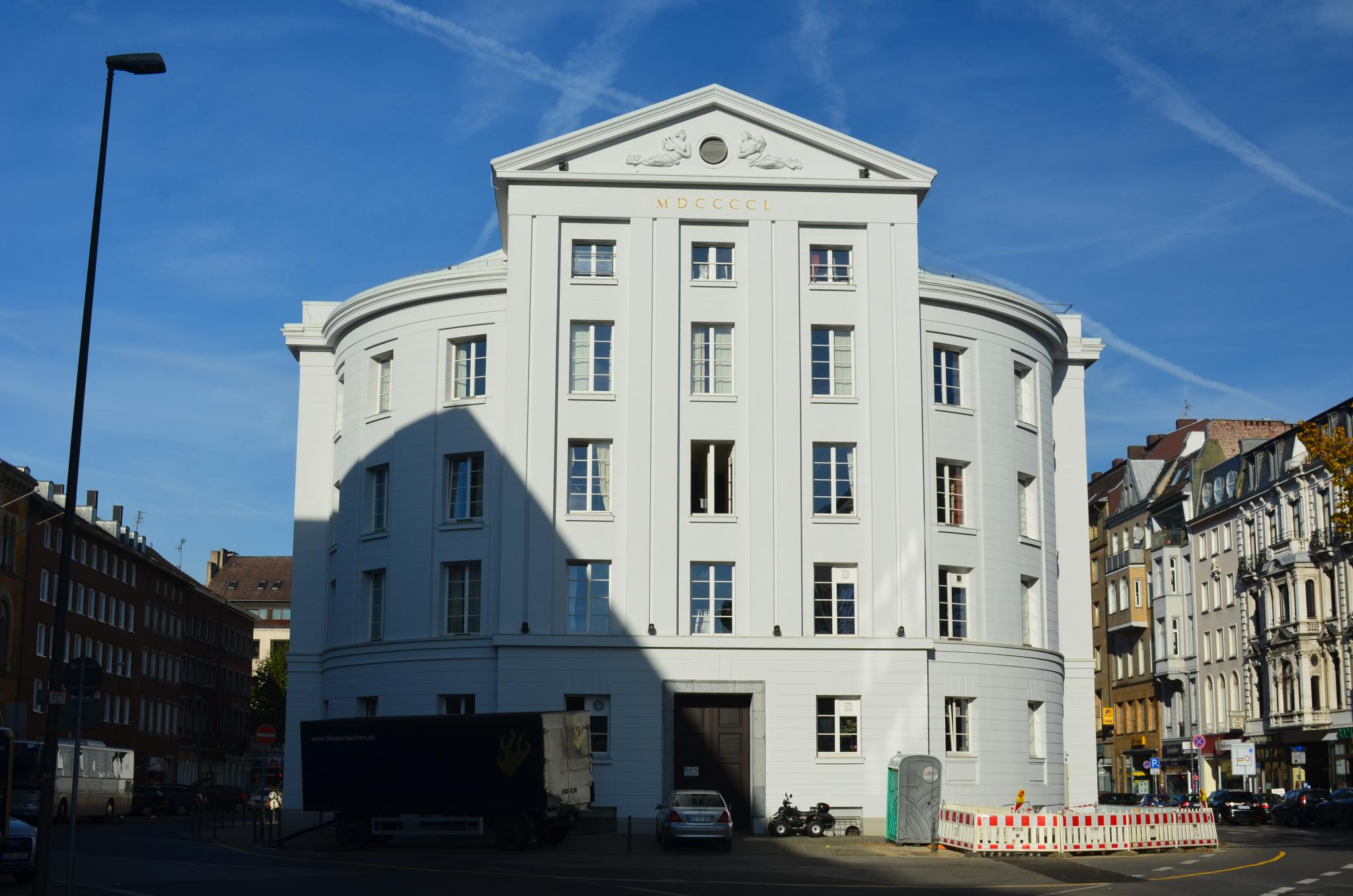
Zuidoostfaçade